# 今ノ夜きよし
今ノ夜 きよし（このや きよし）は、日本の漫画家。

## 作品リスト

### 単行本
- Soul Link SIGNAL-CODE:0（原作：Navel）（コンプエース連載）
- 仕上げに殺陣あり（原作：中山文十郎）（月刊電撃コミックガオ!連載）
  - 仕上げに殺陣あり 〜黒蝶舞〜（原作：中山文十郎）（月刊コミックガム連載）
- ブレイドライン アーシア剣聖記（原作：水野良）
- 模型戦士ガンプラビルダーズD（電撃ホビーマガジン連載）
- ガンダムビルドファイターズD（ドキュメント）（電撃ホビーマガジン連載）
- ガンダムビルドファイターズA（アメイジング）（ガンダムエース連載、単行本全5巻）
- ガンダムビルドファイターズAR（アメイジングレディ）（ガンダムエース連載、単行本全5巻）
- 機動戦士ガンダムF90 ファステストフォーミュラ（ガンダムエース連載、単行本全11巻）
- 機動戦士ガンダムF90クラスター（ガンダムエース連載、単行本既刊2巻）

### アンソロジー
- 多数

### イラスト
- 電撃ホビーマガジン ファンショップブック（電撃ホビーマガジンファンショップ加盟店にて無料配布）
- もっと!つくろう部っ!! 非公式?ビルドファイターズファンクラブ（電撃ホビーマガジン・バンダイホビーサイト連載）
- ガンダムビルドファイターズ（小説版）（作：あすか正太、角川スニーカー文庫刊）